# Preston Purifoy
Preston Purifoy (Conway, Arkansas; 16 de enero de 1992) es un jugador de baloncesto estadounidense que  pertenece a la plantilla del Al-Nassr de la Premier League de Baloncesto de Arabia Saudita. Mide 1,96 metros y juega de alero.

## Trayectoria deportiva

### Universidad
Tras haber sido galardonado en su etapa de high school con el Mr. Basketball of Arkansas, premio al mejor jugador del estado, y el Arkansas Gatorade Player of the Year, Purifoy comenzó su andadura en el baloncesto universitario en la División I de la NCAA en los UAB Blazers de la Universidad de Alabama en Birmingham, donde jugó cuatro temporadas en las que promedió 5,7 puntos y 1,9 rebotes por partido.

### Profesional
Tras no ser elegido en el Draft de la NBA de 2014, se estrenó como profesional en Eslovaquia de la mano del MBK Baník Handlová, donde recibió una mención honorífica, y acabaría la temporada con el BBC Sparta Bertrange de Luxemburgo.
Más tarde, jugaría durante dos temporadas en el Jämtland Basket de la Basketligan.
En la temporada 2018-19, forma parte de la plantilla del BC Kolín de la Národní Basketbalová Liga, la primera división del país checo.
En 2019, llega al FC Porto, en el que milita durante la campaña 2019-20 en la que promedia 9.4 puntos, 3.5 rebotes y 1.2 asistencias por encuentro.
El 10 de agosto de 2020, llega a España para jugar en las filas del Palencia Baloncesto de la Liga LEB Oro, durante una temporada.
El 21 de agosto de 2021, firma por el Rasta Vechta de la ProA (Basketball Bundesliga), la segunda división alemana.